# Сумцов, Олег Владимирович
Олег Владимирович Сумцов (род. 18 августа 1974) — украинский футболист, защитник.

## Игровая карьера
Игровую карьеру начинал в возрасте семнадцати лет в херсонской «Таврии», откуда в 1993 году перешёл в клуб высшей лиги «Торпедо» (Запорожье). В первом круге сезона 1993/94 Олег сыграл всего три матча, ещё в одиннадцати оставался на скамейке запасных. Дебют в высшей лиге — 28 августа 1993 года в игре с «Черноморцем» (0:1). Не сумев закрепиться в составе «автозаводцев», во время зимнего перерыва Сумцов вернулся обратно в Херсон.
В октябре 1994 года Олег переходит в команду высшей лиги «Николаев». Однако и вторая попытка закрепиться в «вышке» не приносит успеха. В составе корабелов сыграно всего два матча. Дебют 07 октября 1994 года в игре СК «Николаев» — «Кремень» 0:1.
В следующем году футболист переезжает в Россию, где выступает в команде АПК в третьей лиге России.
В сезоне 2000/01 годов играл в чемпионате Украины по мини-футболу за «Нафком» (Кагарлык).